# アンドリー・グレンコ
アンドリー・グレンコ（ウクライナ語: Андрій Гуренко、英語: Andrii Gurenko、1987年11月6日 - ）は、ウクライナ人の国際政治学者、日本研究者。キエフ大学日本語学科卒業、京都大学大学院人間・環境学研究科博士課程指導認定退学。ウクライナ・ソビエト社会主義共和国キエフ (現:キーウ)出身。
日本ウクライナ文化交流協会（本部：大阪府八尾市）政治担当部長でもある。

## 経歴
2010年から2011年まで早稲田大学で語学留学した後に、2012年にキエフ大学日本語専攻卒業。2013年より京都大学に留学して、本居宣長を研究。2019年3月、京都大学大学院人間・環境学研究科博士後期課程指導認定退学。
グレンコが留学中の2014年3月16日、ウクライナ領クリミア自治共和国でロシア編入の是非を問う住民投票が行われ、翌17日の開票で賛成96.6％という結果を受けてロシアに併合された。これを踏まえて、京都大学大学院博士課程在学中の2016年、グレンコは文学研究者の枠を超えてアパ日本再興財団が主催する第9回「真の近現代史観」懸賞論文に論文「ウクライナ情勢から日本が学ぶべきこと ―真の平和を築くために何が重要なのか―」を投稿し、同論文は学生部門優秀賞を受賞した。

## 著作

### 単著
- グレンコ・アンドリー『プーチン幻想　「ロシアの正体」と日本の危機』PHP研究所〈PHP新書〉、2019年3月。ISBN 978-4-569-84282-0。
- グレンコ・アンドリー『ウクライナ人だから気づいた日本の危機　ロシアと共産主義者が企む侵略のシナリオ』育鵬社、2019年6月。ISBN 978-4-594-08240-6。
  - グレンコ・アンドリー『ロシアのウクライナ侵略で問われる日本の覚悟』育鵬社、2022年8月。ISBN 978-4-594-09146-0。 - 注記：グレンコ (2019b)の改題、大幅に加筆・再編集。
- グレンコ・アンドリー『日本を取り巻く無法国家のあしらい方　ウクライナ人が説く国際政治の仁義なき戦い』育鵬社、2019年12月。ISBN 978-4-594-08354-0。
- グレンコ・アンドリー『NATOの教訓　世界最強の軍事同盟と日本が手を結んだら』PHP研究所〈PHP新書〉、2021年5月。ISBN 978-4-569-84936-2。
- グレンコ・アンドリー『ロシア・ウクライナ戦争の行方　世界の運命の分岐点』扶桑社〈扶桑社BOOKS新書〉、2025年3月。ISBN 978-4-594-09971-8。

### 共著
- グレンコ・アンドリー「憲法改正の前にやるべきことがある」『憲法改正完全版』飛鳥新社〈月刊Hanadaセレクション〉、2022年6月17日。ISBN 978-4-86410-868-3。
- グレンコ・アンドリー「全体主義大国の間に挟まれた東欧」倉山満、宮脇淳子（編集）『1937年の世界史』（藤原書店、2022）。

### 論文
- ウクライナ情勢から日本が学ぶべきこと ―真の平和を築くために何が重要なのか―（アパ日本再興財団主催 第9回「真の近現代史観」懸賞論文 学生部門優秀賞、2016年）[6]

### 記事
- アンドリー・グレンコ; 長尾たかし (2018年3月15日). “新春対談 危機意識がない日本とウクライナ”. 東大阪新聞 第6938号 (東大阪新聞社):  p. 3 2022年6月5日閲覧。
- 「ウクライナ非核三原則の失敗　世界第三位の核戦力はいかにして奪われたか？」『Voice』第490号、PHP研究所、2018年10月、206-213頁。
- 「ウクライナ人だから気づいた日本の危機」『日刊SPA!』、扶桑社、2018年9月27日。 - 不定期連載中。グレンコ (2019b)を参照。
- 「インタビュー この人に聞く 日本人に考えてほしい ウクライナの悲劇」『明日への選択』第393号、日本政策研究センター、2018年10月、24-29頁。
- 「尊いから長く続いている十一宮家に皇籍を」『WiLL マンスリーウイル』第174号、ワック、2019年6月。
- グレンコ・アンドリー、村瀬 一志「ロシアに対する考えが甘すぎる日本　国際政治学者 グレンコ・アンドリー氏インタビュー」『J.S.S.C : Japan Society for Security & Crisis Management : organization magazine : 学術社団日本安全保障・危機管理学会機関誌』第60号、日本安全保障・危機管理学会、2022年、24-26頁、ISSN 1882-2231。
- 「反日プロパガンダ強めるロシアの思惑」『正論』第604号、産経新聞社、2022年1月、262-269頁。
- 「ウクライナ・台湾二正面に備えよ」『正論』第605号、産経新聞社、2022年2月、79-86頁。
- 「ウクライナの悲劇と教訓」『日本の息吹』第413号、日本会議、2022年2月、10-13頁。
- 「戦争で一丸となったウクライナ国民」『Voice』第533号、PHP研究所、2022年5月、166-172頁。
- 「強力対露制裁は日本の国益になる」『正論』第608号、産経新聞社、2022年5月、92-99頁。
- 「必要なのはロシアの非ナチ化」『正論』第609号、産経新聞社、2022年6月、142-149頁。
- 「戦わなければ殺されるだけ」『WiLL マンスリーウイル』第211号、ワック、2022年7月、142-149頁。
- グレンコ・アンドリー「ゼレンスキー大統領を誕生させたのは“腐敗の象徴”オリガルヒ」『世界史に翻弄される国　ウクライナ「裏面史」物語』国際情勢ファクト研究所 編著、宝島社、2022年8月31日、10-19頁。ISBN 978-4-299-03316-1。

### 講演
- 2016年8月18日　第63回勝兵塾講演（東京都港区）[7]
- 2018年7月12日　日露関係に幻想を持つな: ウクライナから見た日本への教訓（東京都文京区）[8]

## 動画
- YouTubeチャンネル 自由ユーラシア放送 [グレンコ・アンドリー&石井英俊]
- 飯山陽×グレンコ・アンドリー：ウクライナよりもヤバい！どうする日本？【論壇チャンネルことのは】 - YouTube